# ピンクのイレブン
『ピンクのイレブン』は、原作:神崎あおい、作画:高橋千鶴による日本の漫画。講談社『なかよし』で1987年に連載された。

## 書誌
高橋千鶴・神崎あおい 『ピンクのイレブン』 講談社〈講談社コミックスなかよし〉、全2巻
- 1巻、1987年8月6日発行、ISBN 4-06-178581-8
- 2巻、1987年12月6日発行、ISBN 4-06-178593-1